# Thanh Trạch
Thanh Trạch là một xã cũ thuộc huyện Bố Trạch, tỉnh Quảng Bình, Việt Nam.

## Lịch sử
Ngày 16 tháng 6 năm 2025, Ủy ban Thường vụ Quốc hội ban hành Nghị quyết số 1680/NQ-UBTVQH15 về việc sắp xếp các đơn vị hành chính cấp xã của tỉnh Quảng Trị năm 2025. Theo đó, sắp xếp toàn bộ diện tích tự nhiên, quy mô dân số của các xã Thanh Trạch, xã Hạ Mỹ, xã Liên Trạch, xã Bắc Trạch thành xã mới có tên gọi là xã Bắc Trạch.

## Địa lý
Xã Thanh Trạch có vị trí địa lý:
- Phía đông giáp giáp Biển Đông
- Phía đông nam giáp xã Hải Phú
- Phía tây và tây bắc giáp xã Bắc Trạch
- Phía nam giáp xã Hải Phú và xã Sơn Lộc
- Phía bắc giáp Bắc Trạch và Ba Đồn qua Sông Gianh.

Xã Thanh Trạch có diện tích 23,80 km², dân số năm 2019 là 13.669 người, mật độ dân số đạt 574 người/km².

## Hành chính
Xã Thanh Trạch được chia thành 7 thôn: Quyết Thắng, Thanh Gianh, Thanh Hải, Thanh Khê, Thanh Vinh, Thanh Xuân, Tiền Phong.